# Hans M. Kristensen
Hans Møller Kristensen (* 7. April 1961) ist ein dänischer Friedensforscher.
Kristensen ist Direktor des Nuclear Information Projects bei der Federation of American Scientists. Er kritisierte 2005, dass die US-amerikanische Rüstungsdoktrin noch immer den nuklearen Erstschlag in Betracht zog. Seit 2005 ist er an der Herausgabe des SIPRI-Jahrbuches im Abschnitt Nuklearwaffen beteiligt.